# 12291 Gohnaumann
12291 Gohnaumann (1991 LJ2) là một tiểu hành tinh nằm phía ngoài của vành đai chính được phát hiện ngày 6 tháng 6 năm 1991 bởi E. W. Elst ở Đài thiên văn Nam Âu.